# フードコーディネーター
フードコーディネーター (food coordinator) は、NPO法人日本フードコーディネーター協会が認定する民間資格。資格を取得するためには、資格認定試験に合格しなくてはならない。1級から3級までの等級がある。
語句としては和製英語であり、英語では "food specialist" もしくは "meal advisor" が該当する。
フードコーディネーターは「食」に関連するあらゆるビジネスを効果的に演出し、コーディネートする。一例として朝食のシーンをフードコーディネーターが演出する場合には、朝食シーンの背景、目的からその場にふさわしい朝食メニュー、必要な食材、朝食を盛り付ける食器、テーブルを飾る花やテーブルクロスといった食事そのものだけではなく、「食」を囲む小物や空間全体をトータルにコーディネートする。また、実際の食事シーンそのものだけではなく、「食」を取り扱った出版物の編集、CMの製作、料理店の新メニュー開発、料理店のプロデュースなど、関連する周辺まで演出に携わることがある。当然ながら、すべてのフードコーディネーター資格保有者がこのようにあらゆる分野のコーディネートを行うわけではなく、特定分野に特化する者もいる。